# Steffen Højer
Steffen Højer (Viborg, 22 maggio 1973) è un allenatore di calcio, dirigente sportivo ed ex calciatore danese, di ruolo attaccante, commissario tecnico della nazionale Under-21 danese.

## Carriera

### Club
Ha vinto la classifica dei marcatori della Superliga Danese per tre anni consecutivi: con l'Odense nella stagione 2003-2004 con 19 reti in coabitazione con altri tre giocatori e da solo con 20 reti nella stagione seguente, poi con il Viborg nella stagione 2005-2006 con 16 reti.

### Nazionale
Ha fatto parte della Nazionale Under 21 (11 presenze e 7 reti) e poi della Nazionale maggiore danese (5 presenze).

## Statistiche

### Cronologia presenze e reti in nazionale
| Cronologia completa delle presenze e delle reti in nazionale ― Danimarca | Cronologia completa delle presenze e delle reti in nazionale ― Danimarca | Cronologia completa delle presenze e delle reti in nazionale ― Danimarca | Cronologia completa delle presenze e delle reti in nazionale ― Danimarca | Cronologia completa delle presenze e delle reti in nazionale ― Danimarca | Cronologia completa delle presenze e delle reti in nazionale ― Danimarca | Cronologia completa delle presenze e delle reti in nazionale ― Danimarca | Cronologia completa delle presenze e delle reti in nazionale ― Danimarca |
| Data                                                                     | Città                                                                    | In casa                                                                  | Risultato                                                                | Ospiti                                                                   | Competizione                                                             | Reti                                                                     | Note                                                                     |
| ------------------------------------------------------------------------ | ------------------------------------------------------------------------ | ------------------------------------------------------------------------ | ------------------------------------------------------------------------ | ------------------------------------------------------------------------ | ------------------------------------------------------------------------ | ------------------------------------------------------------------------ | ------------------------------------------------------------------------ |
| 11-2-1996                                                                | Bangkok                                                                  | Danimarca                                                                | 0 – 0                                                                    | Finlandia                                                                | Amichevole                                                               | -                                                                        | 45’                                                                      |
| 14-8-1996                                                                | Göteborg                                                                 | Svezia                                                                   | 0 – 1                                                                    | Danimarca                                                                | Amichevole                                                               | -                                                                        | 80’                                                                      |
| 18-1-2004                                                                | Los Angeles                                                              | Stati Uniti                                                              | 1 – 1                                                                    | Danimarca                                                                | Amichevole                                                               | -                                                                        | 64’                                                                      |
| 26-1-2006                                                                | Kallang                                                                  | Singapore                                                                | 1 – 2                                                                    | Danimarca                                                                | Amichevole                                                               | -                                                                        | 45’                                                                      |
| 29-1-2006                                                                | Hong Kong                                                                | Hong Kong                                                                | 0 – 3                                                                    | Danimarca                                                                | Lunar New Year Cup 2006 - Semifinale                                     | -                                                                        | 76’                                                                      |
| 1-2-2006                                                                 | Hong Kong                                                                | Corea del Sud                                                            | 1 – 3                                                                    | Danimarca                                                                | Lunar New Year Cup 2006 - Finale                                         | -                                                                        | 90’                                                                      |
| Totale                                                                   |                                                                          | Presenze                                                                 | 6                                                                        |                                                                          | Reti                                                                     | 0                                                                        |                                                                          |

## Palmarès

### Club
- Campionato di calcio danese: 1

Aalborg: 1998-1999

### Individuale
- Capocannoniere del campionato danese: 3

Odense: 2003-2004 (19 reti), 2004-2005 (20 reti)
Viborg: 2005-2006 (16 reti)